# Roosteren
Roosteren est un village situé dans la commune néerlandaise d'Echt-Susteren, dans la province du Limbourg. Le 1er janvier 2008, le village comptait 1 568 habitants.
Roosteren a été une commune indépendante jusqu'au 1er janvier 1982. À cette date, elle a été rattachée à Susteren.

## Histoire
Le village est né au confluent du Roode Beek et du Geleenbeek, et s'est probablement développé à partir de l'abbaye de Susteren au début du VIIIe siècle. Le nom du village est probablement une combinaison de « Roode beek » et « Susteren ». Le nom de lieu apparaît dans les écrits historiques sous les noms de Rousteren et Rufsusteren. Roosteren fait partie de l' Overkwartier ou Haute-Gueldre depuis le XIIIe siècle. L'église du village se trouvait à Oud-Roosteren (nl) jusqu'à ce qu'une nouvelle église soit construite dans le hameau de Scheiereynde en 1843, autour de laquelle se développa un nouveau centre de village. En raison de la construction du canal Juliana (1925-1934), Oud-Roosteren fut coupé du reste du village.
En 1922, une branche de la ligne de tramway Ruremonde - Sittard (nl) traversant le village fut achevée. Cinq tramways s'arrêtaient chaque jour à l'arrêt de tramway Roosteren Dorp et l'arrêt avait un évitement. Le trajet jusqu'à Maaseik (arrêt de tramway Roosteren Maas) durait cinq minutes et le trajet jusqu'à Echt durait douze minutes. En raison de la construction du canal, l'arrêt du tramway a été déplacé vers l'ouest. En 1937, la ligne de tramway fut fermée et démolie. L'arrêt de tramway Herberg de tramhalt rappelle encore cette histoire.[2]
Roosteren a existé en tant que commune indépendante jusqu'en 1982 et était donc considérée comme la commune la plus septentrionale du sud du Limbourg. Les limites communales nord de Roosteren et de la commune alors voisine de Susteren formaient la frontière avec le Limbourg central, à la fois géographiquement et formellement. À la suite de la réorganisation communale intervenue ce jour-là, Roosteren a été incorporée à la nouvelle commune de Susteren. Après la fusion avec la commune voisine au nord d'Echt le 1er janvier 2003, la frontière formelle s'est déplacée vers le sud et Sittard-Geleen est la commune la plus au nord avec le centre de Holtum comme endroit le plus au nord.
Outre le village-église lui-même, la commune de Roosteren comprenait également les hameaux d'Illikhoven, Kokkelert, Oevereind, Oud-Roosteren et Visserweert. Durant la période française de 1803 à 1821, le hameau de Vissersweert appartenait à la - aujourd'hui - commune belgo-limbourgeoise d'Elen, mais rattaché à Roosteren en 1839, Visserweert a été déclaré village protégé.